# لشکر ۹۴ پیاده (ایالات متحده آمریکا)
لشکر ۹۴ پیاده (انگلیسی: 94th Infantry Division) لشکر پیاده‌نظام نیروی زمینی ایالات متحده آمریکا است، که در سال ۱۹۱۸ تأسیس شد. ستاد فرماندهی و پادگان لشکر ۹۴ در شهر فورت لی، ویرجینیا قرار دارد.
لشکر ۹۴ پیاده واحدی از ارتش ایالات متحده در جنگ جهانی اول و از سال ۱۹۲۱ تا ۱۹۴۲ واحدی از سپاه ذخیره سازمان‌یافته بود.
لشکر ۹۴ پیاده، واحدی از ارتش ایالات متحده در جنگ جهانی دوم و از سال ۱۹۵۶ تا ۱۹۶۳ واحد ذخیره ارتش ایالات متحده بود. این واحد از سال ۱۹۶۳ تا زمان تغییر آرایش ارتش از نیروهای رزمی ذخیره به گارد ملی ارتش در سال ۱۹۶۷، به عنوان ستاد فرماندهی ۹۴ (لشکر) در نیروی ذخیره ارتش ادامه یافت.
فرماندهی ذخیره ارتش ۹۴ (که بعداً به فرماندهی پشتیبانی منطقه‌ای ۹۴ و فرماندهی آمادگی منطقه‌ای ۹۴ تغییر نام داد) یک ستاد فرماندهی و کنترل منطقه‌ای بر اکثر واحدهای ذخیره ارتش ایالات متحده در سراسر شش ایالت نیوانگلند شامل مین، ماساچوست، ورمونت، نیوهمپشایر، کنتیکت و رود آیلند بود. به مدت چهل سال، از اواخر دهه ۱۹۶۰، نیروی ذخیره ارتش ایالات متحده به تعداد مختلفی از فرماندهی‌های منطقه‌ای و شاخه‌ای تقسیم شده بود. در ابتدا «فرماندهی‌های ذخیره ارتش» نامگذاری شده بودند، تعدادی از آنها در سال ۱۹۹۵ و حوالی آن منحل شدند، در حالی که بقیه در آن زمان «فرماندهی‌های پشتیبانی منطقه‌ای» نامگذاری مجدد شدند و در سال ۲۰۰۱ به «فرماندهی‌های آمادگی منطقه‌ای» تغییر نام دادند. علاوه بر این، چندین فرماندهی مأموریت‌محور، از جمله بخش‌های آموزشی و فرماندهی‌های مهندسی، تأسیس شدند. مانند اکثر فرماندهی‌ها، قرار بود فرماندهی ۹۴ آمادگی منطقه‌ای در سال ۲۰۰۹ به عنوان بخشی از سازماندهی مجدد نیروی ذخیره ارتش به یک ساختار فرماندهی مبتنی بر عملکرد که به فرماندهی‌های اصلی ارتش مربوطه گزارش می‌دهد، غیرفعال شود. نقشه‌ها تغییر کردند، لشکر ۹۴ به یک لشکر آموزشی تبدیل شد که مقر آن در فورت لی قرار داشت.
لشکر ۹۴ به‌عنوان یک یگان پلیس نظامی در عملیات طوفان صحرا، جنگ بوسنی و اخیراً در جنگ عراق خدمت کرد. در سال‌های ۲۰۰۳–۲۰۰۴، اعضای لشکر ۹۴ با دریافت جایزه واحد شجاع به خاطر اقداماتشان در الانبار، شکار اعضای بعث عراق پس از فروپاشی دولت و انجام عملیات ضد شورش علیه قیام‌های فزاینده شبه‌نظامیان در القائم، رطبه، حدیثه، بغداد، رمادی و فلوجه، یک نشان جنگی به نشان خود اضافه کردند. به اعضای لشکر ۹۴، نشان «نشان اسپور» نیز توسط سرهنگ تیپلز از هنگ سوم سواره‌نظام اعطا شد، که اشاره‌ای به اقدامات رزمی لشکر ۹۴ پلیس نظامی در طول ماموریتشان با هنگ سوم سواره‌نظام است.
لشکر ۹۴ (نیروهای پشتیبانی) واحدی از نیروی ذخیره ارتش ایالات متحده است که وظیفه ارائه آموزش پشتیبانی در سراسر ایالات متحده را بر عهده دارد. این لشکر در فورت لی، ویرجینیا مستقر است و تابع فرماندهی ۸۰ آموزشی است. این لشکر دارای تیپ‌های تابعه‌ای است که آموزش‌های طبقه‌بندی مجدد تخصص حرفه‌ای نظامی را انجام می‌دهند. این لشکر دارای تیپ‌هایی در ایالات متحده قاره‌ای و یک تیپ چند منظوره در پورتوریکو است.